# Telaio a tensione

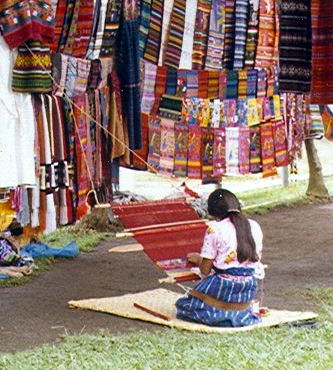
Telaio a tensione

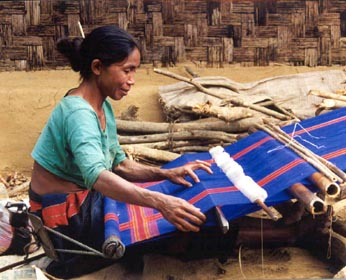
Tessitura

Il telaio a tensione è un tipo di telaio per tessitura molto semplice. Viene usato in centro e Sud America, Asia, Europa centrale e settentrionale per la tessitura di strisce di tessuto di piccola e media dimensione, in certi casi tipiche di alcuni capi di abbigliamento tradizionale come le mantas andine.

## Struttura
Il telaio a tensione è un congegno estremamente semplice, non ha una costruzione a sé stante ma è composto dai fili di ordito mantenuti aperti e in ordine da bacchette di legno opportunamente legate. Quando il lavoro di tessitura è finito oltre il pezzo di stoffa rimangono solo le bacchette e delle corde. 

## Funzionamento
La serie di fili d'ordito è portata da due bacchette di legno e mantenuta in ordine, cioè regolarmente distribuita, da altre bacchette o stecche. La bacchetta dell'estremità superiore viene legata ad un punto fisso (albero, palo o chiodo) e quella dell'estremità inferiore al corpo del tessitore, tramite una cintura fatta passare dietro la schiena. La tensione dell'ordito viene mantenuta appoggiando indietro il peso del corpo in modo che tutti i fili risultino ben tesi. Un bastone con licci in filo collegati ad una serie dell'ordito provvede all'apertura del passo per introdurre il filo di trama e la battitura viene fatta con una stecca appiattita.

## Caratteristiche
Per la sua struttura questo telaio non può produrre una larghezza superiore a 60/80 cm e la lunghezza, anche con l'accorgimento di arrotolare la parte di lavoro già fatto sul bastone inferiore, non va lontano da uno o due metri.
L'armatura può essere tela a rep, dove l'ordito copre completamente la trama, saia, raso e molte altre, che si ottengono con l'aggiunta di bacchette. I disegni vengono creati dal tessitore, in spolinato o con altre tecniche, i brillanti accostamenti cromatici, le rigature, producono una grande varietà di tessuti.
I tradizionali tessuti peruviani, usati dagli indigeni degli altipiani per coprirsi, sono realizzati con un telaio di questo tipo. 
I pregi di questo telaio a bassa tecnologia sono:
- il costo quasi nullo, oltre il filato pochi pezzi di legno reperibili ovunque
- la facile e veloce costruzione, la lavorazione del legno si può fare con un coltello
- la trasportabilità, quando il tessitore decide di smettere di lavorare arrotola il telaio che ha un peso e un ingombro minimo.